# Lago Adams
El Lago Adams (en inglés: "Adams Lake"), es un lago ubicado en la Columbia Británica, Canadá. El lago es de 63 km (39 millas) de largo y entre 1,6 km y 3,2 kilómetros (1 a 2 millas) de ancho. La elevación de la superficie es de 404 metros (1326 pies) sobre el nivel del mar. El lago es muy profundo, es el segundo lago más profundo en la Columbia Británica junto al Lago de Quesada con una profundidad máxima de 500 metros (1500 pies). El agua fluye hacia el lago, aunque tiene muchos afluentes (sobre todo el Río Adams, Río Momich, y el arroyo de Bush).  

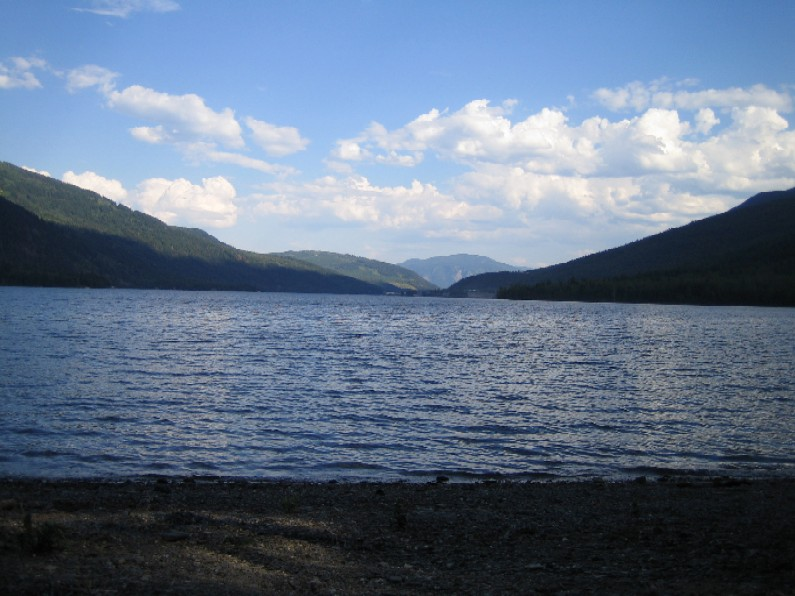
Al sur de Adams Lake Provincial Park.

Aunque algunos pueblos existen a lo largo del lago Adams, la gran mayoría está desarrollado. La falta de desarrollo se debe en parte a la naturaleza de la costa, que es principalmente de roca, playas pedregosas escarpadas. Pocos propicio playas recreativa existen de forma natural en el lago. Algunas playas de arena hecho por el hombre, se han construido para uso público. 
El lago Adams se utiliza para actividades recreativas durante todo el año. Deportes como la pesca comúnmente por la cantidad de peces como la trucha arco iris , salmón rojo , trucha de lago, y vardenos Dolly. El lago también es utilizado para la natación, la navegación de recreo y el esquí acuático. La zona que rodea el lago es muy popular entre los campistas y alberga una gran variedad de flora y fauna. Durante el invierno y el otoño la gente caza ciervos mulo, osos negros y pumas concolor.

## Toponimia
En el mapa de Archibald MacDonald de 1827, el río se llama "Choo-chooach". En el mapa de S. Black de 1835, el lago no tiene nombre. El jefe de las Primeras Naciones, Sel-howt-kin, que vivía a orillas del lago, se convirtió al catolicismo. Cuando el padre Nobli lo bautizó, recibió el nombre de Adam. El jefe Adam (a veces escrito Atahm) fue un destacado jefe secwepemc a mediados del siglo XIX. Según la mayoría de las versiones, el lago lleva su nombre. Adam murió a raíz de la epidemia de viruela que afectó al noroeste del Pacífico de 1862, que, según James Teit, mató a más de la mitad de la población secwepemc local.
Aunque Walter Moberly mencionó el lago Adams en su diario en julio de 1865, el primer uso del nombre en un periódico fue en septiembre de 1866. George Mercer Dawson inspeccionó el área en 1877, 1882 y 1898, produciendo mapas durante este período.